# Gajah Mada

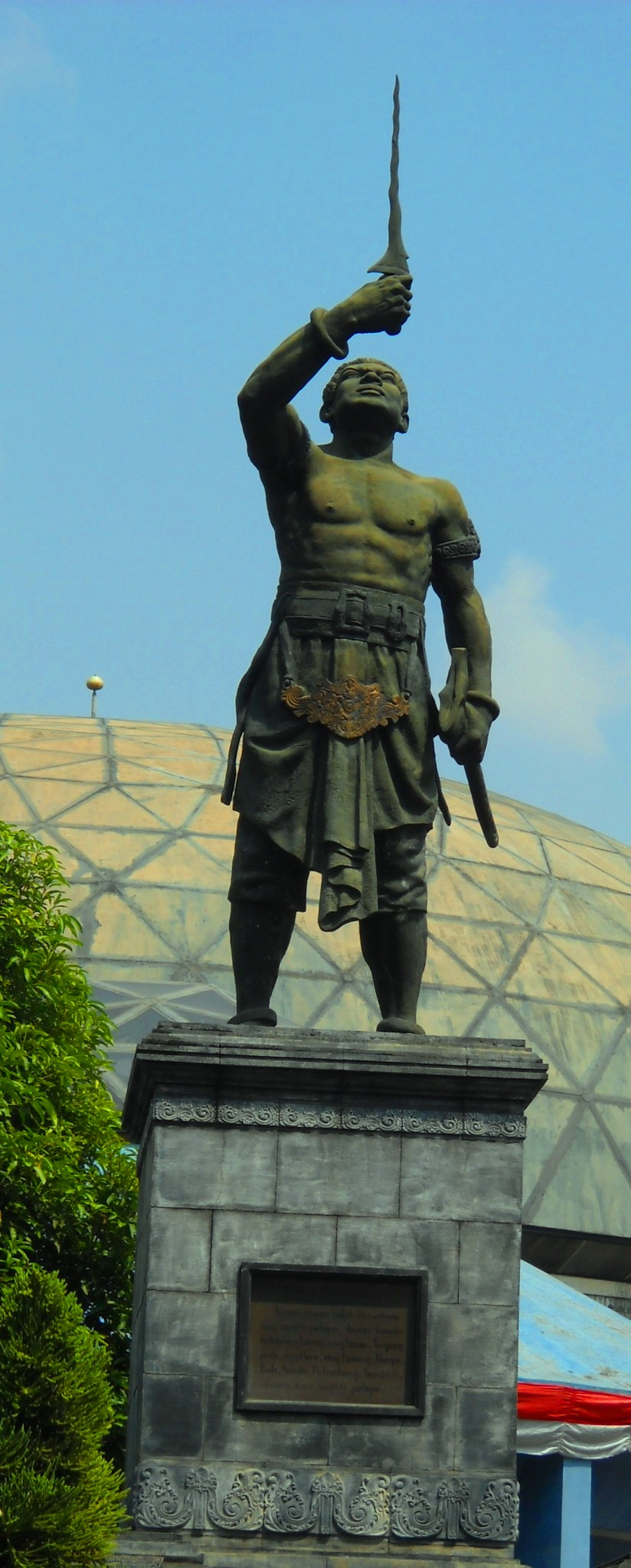
Staty över Gajah Mada

Gajah Mada, också känd som Jirnnodhara, född 1290, död 1364, var javanesisk militär ledare för majapahitriket. Inom javanesisk kultur är han ofta omtalad som personen som förde riket till toppen av dess storhet, något han gjorde efter att ha svurit att erövra hela den sydostasiatiska övärlden. 

## I populärkultur
I spelet Civilization 5 är Gajah Mada en spelbar ledare för det indonesiska riket.